# (100333) 1995 SN5
1995 أس أن 5 (ويعرف أيضًا باسم (100333) 1995 أس أن 5 وفق تسمية الكوكب الصغير) (بالإنجليزية: 1995 SN5)‏ هو كويكب ضمن حزام الكويكبات؛ وترتيبه 100333 من حيث الاكتشاف.
اكتُشف هذا الجُرم الفلكي بواسطة روبرت إتش ماكنوت في 22 سبتمبر 1995.

## وصلات خارجية
- (100333) 1995 SN5 في قاعدة بيانات مختبر الدفع النفاث لأجرام النظام الشمسي الصغيرة

- الاكتشاف · مخطط المدار ·  العناصر المدارية · المعلمات المادية

- (100333) 1995 SN5 على موقع ويكي سكاي: DSS2, SDSS, GALEX, IRAS, Hydrogen α, X-Ray, Astrophoto, Sky Map, Articles and images